# Березівка (станція)
Березі́вка — проміжна залізнична станція Одеської дирекції Одеської залізниці на електрифікованій лінії Колосівка — Раухівка між станціями Раухівка (17 км) та Колосівка (15 км). Розташована в однойменному місті, районному центрі Березівського району Одеської області.

## Історія
Станція відкрита у 1914 році в складі дільниці Куяльник — Колосівка залізничної лінії Бахмач — Одеса. Назва станції походить від однойменного районного центру Одеської області.
У 1971 році станція  електрифікована змінним струмом (~25 кВ) в складі дільниці Одеса-Сортувальна — Колосівка.

## Пасажирське сполучення
На станції Березівка зупиняються приміські електропоїзди Колосівського напрямку, а також поїзд № 148/147
Одеса — Київ — Житомир.
До 27 грудня 2014 року через станцію курсували поїзди далекого сполучення до Сімферополя.
Раніше станція також мала пряме залізничне сполучення із Запоріжжям (до 25 жовтня 2020 року), Миколаєвом, Херсоном тощо.